# Дрежак, Жан
Жан Дрежак, сценический псевдоним Жана Андре Жака Брюна (3 июня 1921 года, Гренобль, Франция — 11 августа 2003 года, Париж, Франция) — французский певец и композитор.
Известен как автор песен «Ах! Маленькое белое вино», «Под небом Парижа», «Песенка» (для Ива Монтана), французской адаптации песни «Черные джинсовые брюки и мотоциклетные ботинки» для Эдит Пиаф и «Синий, белый, светловолосый» для Марселя Амона, а также различных песен для Сержа Реджани (с Мишелем Леграном в качестве композитора).
Он был прикомандированным секретарем Общества авторов, композиторов и музыкальных издателей с 1967 по 1969, и вице-президентом с 1977 по 2002 год.
Он отец писателя Фредерика Брюна, родившегося в 1960 году в Париже.

## Награды
- 1967: Премия Ленинского комсомола в области литературы, искусства, журналистики и архитектуры — за создание песни «Октябрь», посвящённой 50-летию Великой Октябрьской социалистической революции, а также цикла песен о борьбе французских трудящихся за свободу и мир.
- 2003: Командор ордена Искусств и литературы (Франция).